# Politbureau 1924
Hieronder de samenstelling van het Politbureau van het Centraal Comité van de Communistische Partij van de Sovjet-Unie in 1924, na de dood van Vladimir Lenin. Met uitzondering van Stalin zouden alle leden tussen 1936 en 1940 worden omgebracht.
| Afbeelding | persoon           |
|            | Jozef Stalin      |
|            | Leon Trotski      |
|            | Nikolaj Boecharin |
|            | Grigori Zinovjev  |
|            | Lev Kamenev       |
|            | Aleksej Rykov     |
|            | Michail Tomski    |

## Bron
- (en)  Leadership of the Communist Party of the Soviet Union (CPSU, 1917-1991)